# Konstantin Frank
Konstantin Frank (Dr. Frank; n. 1897 – d. 1985) a fost un viticultor și vinificator din regiunea Finger Lakes din New York.
Născut la Odesa, în Imperiul Rus, a susținut teza de doctor în viticultură de la Universitatea din Odessa, cu tema "Tehnologia de creștere a viței de vie  într-un climat rece". Dupa ce a lucrat pentru un timp în Georgia sovietică unde gestiona o podgorie mare de stat, a emigrat în 1951 în Statele Unite. În timp ce lucrează la stația experimentală Geneva a  Universității Cornell încerca să convingă vinificatorii din New York să treacă de la cultivarea strugurilor francezi hibrizi și Vitis Labrusca la Vitis vinifera, struguri cultivați tradiționali de vinificatorii europeni.
Ideile lui au fost ridiculizate, nimeni nu credea că Vitis vinifera va crește în zona rece a New York-ului. Dr. Frank fondează în 1962 o Vinărie lângă lacul Keuka unde începe să cultive strugurii Pinot Noir. În ciuda succesului său, vinificatorii încă se îndoiau în rezultatela oținute și  el a avut mulți ani  probleme în a obține la New York  consimțământul distribuitorilor de a se ocupa de realizarea vinul produs de el.
Astăzi, Dr. Frank este recunoscut ca omul care a făcut o revoluția în calitatea vinului în statul New York și Coasta de Est. În 2001, crama Vinifera Wine Cellars, sub conducerea fiului său, Willy Frank, a câștigat primul "Vinăria Anului" de la New York la concursul "Wine & Food", care a avut loc la "Hudson River Club" din Manhattan.